# Walkmühle (Ansbach)
Walkmühle (fränkisch: Walkmil) ist ein Gemeindeteil der kreisfreien Stadt Ansbach (Mittelfranken, Bayern). Walkmühle liegt in der Gemarkung Schalkhausen.

## Geografie
Die Einöde liegt am Onolzbach. Etwas weiter südlich mündet der Pfaffengraben als rechter Zufluss in den Onolzbach. Ein Anliegerweg führt 0,6 km weiter südlich zu einer Gemeindeverbindungsstraße 0,3 km westlich von Neudorf.

## Geschichte
Die Walkmühle wurde 1762 neu erbaut. Sie gehörte zur Realgemeinde Neudorf. Die Mühle hatte das brandenburg-ansbachische Hofkastenamt Ansbach als Grundherrn. Unter der preußischen Verwaltung (1792–1806) des Fürstentums Ansbach erhielt die Walkmühle die Hausnummer 19 des Ortes Neudorf. Von 1797 bis 1808 unterstand der Ort dem Justiz- und Kammeramt Ansbach.
Im Rahmen des Gemeindeedikts wurde Walkmühle dem 1808 gebildeten Steuerdistrikt Schalkhausen und der 1811 gegründeten Ruralgemeinde Schalkhausen zugeordnet. Diese wurde am 1. Juli 1972 im Zuge der Gebietsreform in Bayern in die Stadt Ansbach eingegliedert.

## Einwohnerentwicklung
| Jahr      | 001818 | 001840 | 001861 | 001871 | 001885 | 001900 | 001925 | 001950 | 001961 | 001970 | 001987 |
| Einwohner | 5      | 8      | *      | 6      | 8      | 4      | 7      | 5      | 7      | 6      | 5      |
| Häuser    | 1      | 1      |        |        | 1      | 1      | 1      | 1      | 1      |        | 1      |
| Quelle    | [ 13 ] | [ 14 ] | [ 15 ] | [ 16 ] | [ 17 ] | [ 18 ] | [ 19 ] | [ 20 ] | [ 21 ] | [ 22 ] | [ 1 ]  |

## Religion
Der Ort ist evangelisch-lutherisch geprägt und bis heute nach St. Nikolaus (Schalkhausen) gepfarrt. Die Einwohner römisch-katholischer Konfession sind nach St. Ludwig (Ansbach) gepfarrt.